# Азар, Владимир Николаевич
Владимир Николаевич Азар (настоящая фамилия Азаренко-Заровский) (1921–1984) — американский издатель, редактор российского происхождения. Родился в семье эмигрантов в   Белграде. 
Во время Второй мировой войны – младший офицер Русской освободительной армии (РОА). Был награждён Железным крестом 2 класса, в конце войны оказался во французской оккупационной зоне Германии.
В 1949 году с женой Ириной переехал в США.
Основал в г. Сан-Франциско русскоязычное издательство Globus Publishing House and Printers и ставший известным книжный магазин «Глобус». Способствовал изданию большого числа трудов, посвящённых антисталинскому движению в годы войны.